# Bishopsbourne

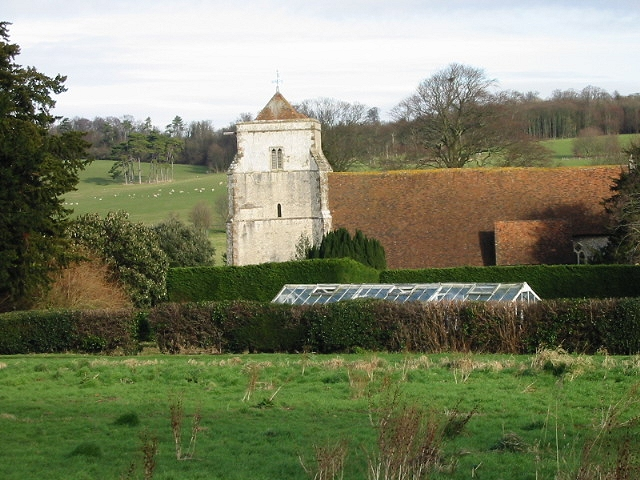
Biserică din Bishopsbourne

Bishopsbourne este un sat din Kent, Anglia.

## Personalități
- Joseph Conrad - scriitor polonez